# Ху, Мелек
Мелек Ху (тур. Melek Hu, кит. упр. 侯美玲, пиньинь Hóu Měilíng, палл. Хоу Мэйлин; род. 27 января 1989) — турецкая спортсменка китайского происхождения, игрок в настольный теннис, чемпионка Европы в одиночном разряде 2016 года, чемпионка Средиземноморских игр, призёр чемпионатов Европы и Европейских игр.

## Биография
Родилась в 1989 году в Шэньяне провинции Ляонин (КНР). Впоследствии эмигрировала в Турцию, в 2007 году получила турецкое гражданство.
В 2008 году приняла участие в Олимпийских играх в Пекине, но заняла лишь 17-е место. В 2009 году стала чемпионкой Средиземноморских игр. В 2010 году завоевала серебряную и бронзовую медали чемпионата Европы. В 2012 году стала обладательницей серебряной медали чемпионата Европы, но на Олимпийских играх в Лондоне заняла лишь 49-е место. В 2013 году вновь стала чемпионкой Средиземноморских игр. В 2015 году завоевала бронзовую медаль Европейских игр.